# Wilhelm Wegener
Wilhelm Wegener (Trebatsch, 29 aprile 1895 – Valmiera, 24 settembre 1944) è stato un generale tedesco della Wehrmacht durante la seconda guerra mondiale.

## Biografia
Wegener entrò nell'esercito imperiale tedesco il 2 agosto 1914 nel 9º reggimento granatieri col titolo di aspirante ufficiale. Combatté la prima guerra mondiale sul fronte orientale dove il 18 giugno 1915 venne promosso tenente. Nel 1916 venne trasferito sul fronte occidentale dove fu fatto prigioniero dagli inglesi nel 1916 e rilasciato nel dicembre del 1918.
Premiato con entrambe le classi della Croce di Ferro e col distintivo per feriti nero, Wegener fu accettato nel Reichswehr e destinato a vari incarichi minori. Nel 1937 venne promosso al grado di maggiore ed aiutante di campo della 32ª divisione di fanteria. Venne promosso tenente colonnello il 1º ottobre 1938.
Durante la mobilitazione del 26 agosto 1939, Wegener fu nominato aiutante del II Corpo d'Armata. Dal 1º luglio 1940 fu al comando del 94º reggimento di fanteria della 32ª divisione di fanteria. Nel settembre 1940 la sua divisione venne trasferita dalla Francia in Prussia occidentale per ulteriore addestramento. Dal 22 giugno 1941 prese parte all'Operazione Barbarossa. Venne promosso colonnello il 1º settembre 1941 con anzianità dal 1º ottobre 1940 e nel 1941 ottenne la croce di cavaliere della Croce di Ferro. Ottenuta la guida del 94º reggimento di fanteria, rimase in tale posizione sino a metà maggio del 1942 e venne poi incaricato della guida della 32ª divisione di fanteria, venendo promosso dal 1º giugno 1942 al grado di maggiore generale. La sua divisione rimase schierata per più di un anno nella cosiddetta sacca di Demyansk e Wegener venne qui promosso tenente generale il 1º marzo 1943. Il 27 giugno 1943 cedette la guida della divisione al maggiore generale Alfred Thielmann e venne per breve tempo trasferito in riserva. Il 12 settembre 1943, Wegener ottenne il comando del L. Armeekorps col quale prese parte all'assedio di Leningrado ed il 1º dicembre 1943 venne promosso generale di fanteria. Il suo corpo d'armata subì pesanti combattimenti e dovette ritirarsi da Leningrado passando per il Luga ed il Pleskau sino in Lituania. Morì durante un attacco d'aviazione a bassa quota mentre tornava dal fronte al suo posto di comando il 24 settembre 1944 a Valmiera.